# 光明亚美尼亚
光明亚美尼亚是亚美尼亚一个古典自由主义政党，成立于2015年12月12日。

## 历史
2017年亚美尼亚议会选举和2017埃里温市议会选举中，作为出路联盟的一部分，该党参加了选举，获得了很少的席位。
2018埃里温市议会选举中，该党作为光明联盟的一部分参加选举。联盟共赢得三个席位，其中光明亚美尼亚赢得两席，汉拉佩图特云党赢得一席。
2018年亚美尼亚议会选举中，光明亚美尼亚以6.37%的得票率赢得18席，成为国民议会第三大党和两个官方反对党之一，另一个是繁荣亚美尼亚。
光明亚美尼亚是欧洲自由论坛自由政治研究所的附属成员。

## 政治立场
光明亚美尼亚是一个自由主义、亲欧洲的政党。埃德蒙·马鲁克扬呼吁将与欧盟的关系提升到战略伙伴关系的水平。该党成员还主张亚美尼亚公民前往欧盟申根区免签证旅行。该党反对亚美尼亚目前在欧亚联盟中的成员身份，主张亚美尼亚应该放弃其成员资格，并开始与欧盟谈判缔结一项联盟协定以及深入和全面自由贸易区。光明亚美尼亚支持亚美尼亚成为欧盟的正式成员国，并希望毫不拖延地开始加入谈判的第一步。
该党的宣言指出“亚美尼亚应在泛欧州的进程和结构中发挥主动性，将自己展现为欧洲文明和民主价值观的真正承载者。”
尽管该党倾向于亲欧洲，但其也相信与俄罗斯保持积极合作并确保亚美尼亚的利益不受损害有利于其他国家。

## 政黨成員
- Edmon Marukyan - 黨主席
- Mane Tandilyan - 黨的副主席

## 选举结果

### 议会选举
在2012年亚美尼亚议会选举中，该党领袖埃德蒙·马鲁克扬当选为独立议员。
| 选举   | 联盟     | 得票    | 得票率 | 席位     | +/–  | 排名  | 政府                   |
| ------ | -------- | ------- | ------ | -------- | ---- | ----- | ---------------------- |
| 2017年 | 出路联盟 | 122,049 | 7.78%  | 9 / 105  | ━    | ━ 3rd | 反对党（2017－2018年） |
| 2017年 | 出路联盟 | 122,049 | 7.78%  | 9 / 105  | ━    | ━ 3rd | 执政党（2018年）       |
| 2018年 | 无       | 80,024  | 6.37%  | 18 / 132 | ▲ 15 | ━ 3rd | 反对党                 |
| 2021年 |          | 80,024  | 6.37%  |          |      | ━ 3rd |                        |

### 地方选举

#### 埃里温市议会选举
| 选举   | 联盟     | 市长候选人        | 得票   | 得票率 | 市议会席位 | +/–  | 排名  |
| ------ | -------- | ----------------- | ------ | ------ | ---------- | ---- | ----- |
| 2017年 | 出路联盟 | 尼科尔·帕希尼扬   | 70,730 | 21%    | 14 / 65    | ━    | ━ 2nd |
| 2018年 | 光明联盟 | 阿尔塔克·泽纳利扬 | 18,114 | 4.99%  | 3 / 65     | ▼ 11 | ▼ 3rd |